# Poëzat
Poëzat – miejscowość i gmina we Francji, w regionie Owernia-Rodan-Alpy, w departamencie Allier.

## Demografia
Według danych na rok 1990 gminę zamieszkiwało 127 osób, a gęstość zaludnienia wynosiła 60 osób/km². W styczniu 2015 r. Poëzat zamieszkiwały 132 osoby, przy gęstości zaludnienia wynoszącej 62,3 osób/km².